# Dürnhof (Zwettl-Niederösterreich)

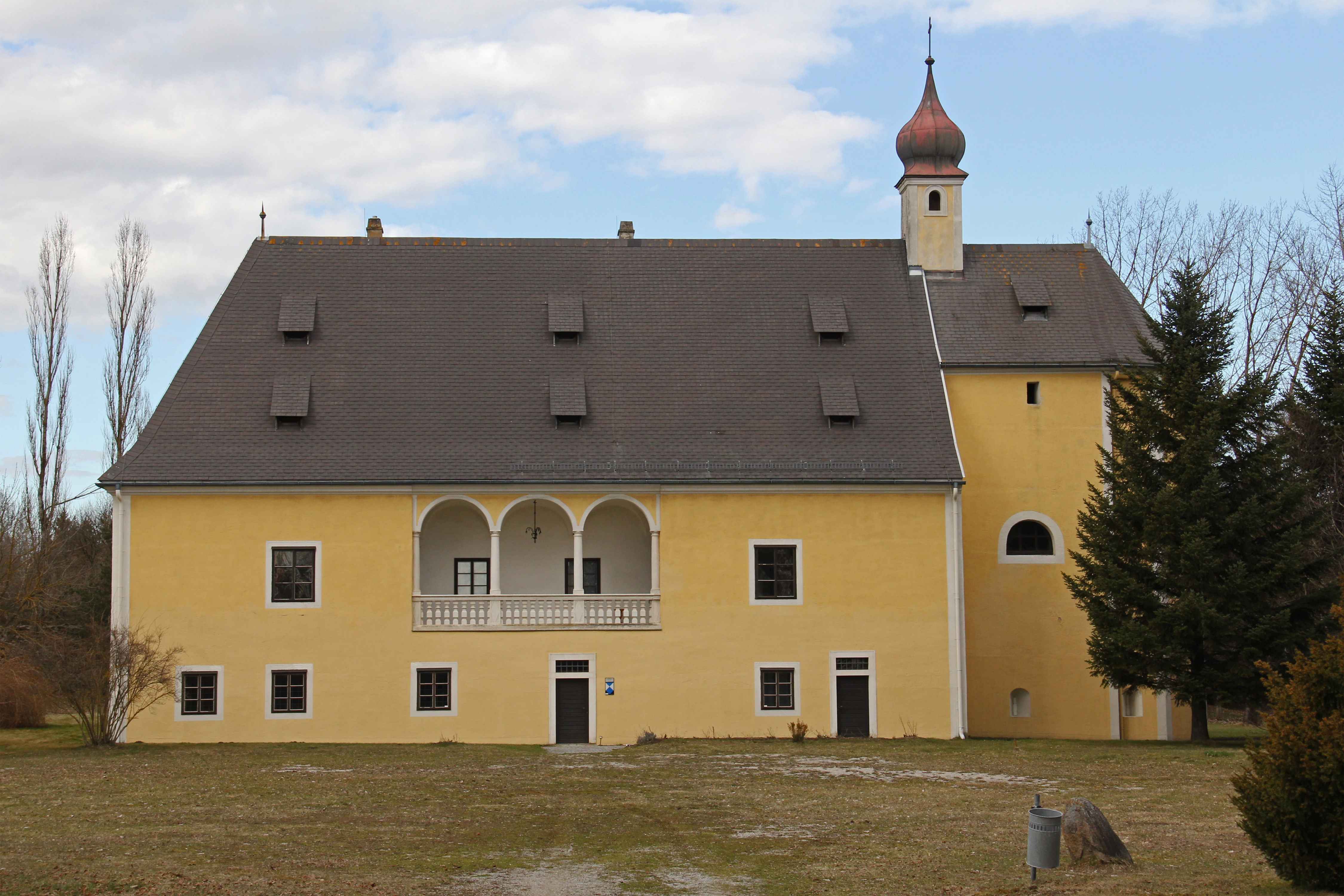
Dürnhof bei Stift Zwettl

Der Dürnhof in der Gemeinde Zwettl-Niederösterreich ist eine ehemalige Grangie des Zisterzienserstiftes Zwettl. Der Hof wurde um 1200 auf einer Anhöhe nördlich der Stadt Zwettl errichtet und im Jahr 1210 in einer Urkunde des Papstes Innozenz III. als macra curia unter dem Namen „Durrenhove“ erstmals urkundlich erwähnt. Bis zur Enteignung durch die deutsche Wehrmacht im Zuge der Errichtung des Truppenübungsplatzes Döllersheim im Jahr 1938 diente er als einer der wichtigsten landwirtschaftlichen Zweigbetrieb des Klosters. Von 1945 bis 1947 wurde er als Gefangenenlager der Roten Armee genutzt, danach von der USIA verwaltet und später in den Besitz der Republik Österreich übergeben. Von 1947 bis zur Generalsanierung im Jahr 1976 blieb der Dürnhof ungenutzt und dem Verfall preisgegeben. Von 1984 bis 2005 beherbergte er das Museum für Medizin-Meteorologie, das sich mit der Humanbiometeorologie befasste. Im Sommer 2003 wurde der denkmalgeschützte Gutshof an eine Privatperson verkauft. Er wird seit einer weiteren Sanierung im Jahr 2005 als Ort für kulturelle Veranstaltungen wie Konzerte und Ausstellungen geführt.